# Бои в районе Петсамо
Бои в районе Петсамо (фин. Petsamon taistelu) — боевые действия в регионе Петсамо во время советско-финской войны 1939—1940 годов.

## Силы сторон
Перед началом войны в районе Мурманска была сосредоточена советская 14-я армия под командованием комдива В. А. Фролова. В её состав входили управление, 104-я горнострелковая дивизия, 14-я и 52-я стрелковые дивизии, которым были приданы 290-й и 158-й артиллерийские полки, 208-й и 241-й гаубичные полки (всего — 216 пушек и гаубиц). В стрелковых дивизиях имелись два отдельных танковых батальона (всего — 38 лёгких танков). Армия была усилена 33-м зенитным артиллерийским дивизионом и 104-м пушечным артиллерийским полком. Основная часть сил и средств 14-й армии предназначалась для отражения возможного англо-французского десанта, и потому в боевых действиях против Финляндии участвовали лишь её отдельные формирования.
С финской стороны советским войскам противостояли две роты корпуса пограничной стражи, местные отряды шюцкора и одна артиллерийская батарея. Большим преимуществом финских войск было то, что эти части были набраны из местных саамов, либо из финнов и шведов, долгое время живших в Заполярье, в результате чего они отлично знали местность и условия жизни.

Советское командование сильно ошиблось в оценке противостоявших ему финских войск. По донесению врио начальника погранвойск НКВД комбрига Аполлонова от 13 ноября 1939 года,
из пограничных рот, дислоцированных против Мурманского и Карельского пограничных округов, сформировано 12 батальонов, осуществляющих охрану границы… В финскую армию призвано 18 возрастов с 1920 года рождения. Офицерский состав призван до 50-летнего возраста.

## Ход боевых действий

### Исходное положение
К вечеру 30 ноября 1939 года формирования 14-й армии заняли западную часть полуостровов Рыбачий и Средний, и начали продвижение к Петсамо и Лиинахамари. Перед 104-й горнострелковой дивизией была поставлена задача с рубежа реки Титовка овладеть районом Луостари во взаимодействии с 95-м стрелковым полком 14-й дивизии и 58-м стрелковым полком 52-й дивизии, наступавшими с полуострова Рыбачий. После этого соединения 14-й армии должны были продвигаться на юг, чтобы содействовать наступлению 9-й армии и попытаться взять противника в клещи.

### Бои под Петсамо
104-я дивизия вместе с пограничниками двигалась на запад, не встречая сопротивления. Основные силы финнов в районе Петсамо в составе усиленного батальона до 2 декабря удерживали два советских полка на перешейке, отделявшем полуостров Средний от материка. К вечеру 2 декабря 58-й и 95-й стрелковые полки заняли Петсамо, туда началась переброска из Мурманска 52-й стрелковой дивизии. 3 декабря советские войска взяли Луостари.
Чтобы избежать окружения, финны отступили. 95-й стрелковый полк вернулся на полуостров Рыбачий, а 58-й стрелковый полк, артиллерия и станковые пулемёты которого ещё находились на пути в Петсамо, занял оборону. В этой ситуации командование 104-й горнострелковой дивизии отдало приказ о подготовке налёта на позиции противника в ночь на 5 декабря.
В ходе налёта роте 273-го полка удалось захватить пять автомашин и три орудия, но финский часовой перед смертью успел подать сигнал тревоги. В ночном бою командир потерял управление ротой, которая при контратаке противника отошла, ведя беспорядочный огонь. Финны вернули свои орудия и захватили четыре станковых и четыре ручных пулемёта. Потери в роте составили почти половину её штатной численности. Командир роты после боя был отдан под суд и расстрелян.

### Продолжение советского наступления
12 декабря, после подхода всех формирований 52-й стрелковой дивизии, наступление возобновилось. Финны начали отходить по шоссе на Рованиеми, минируя его и устраивая завалы. 15 декабря они оставили без боя посёлок Сальмиярви. Вечером 16 декабря подразделения 58-го стрелкового полка встретили упорное сопротивление противника, оборонявшегося на 95-м километре шоссе. Финны вели бой до вечера 17 декабря и отошли, увидев, что против них разворачивается весь полк, поддерживаемый ротой танков и дивизионной артиллерией. На следующий день полк занял посёлок Птикиярви.
19 декабря командование 104-й дивизии получило приказ штаба 14-й армии о переходе к обороне. К тому времени бывший головным 58-й стрелковый полк находился на 110-м километре дороги, продвинувшись несколько юго-западнее Птикиярви. После этого на Крайнем Севере установилось затишье.

### Боевые действия в конце войны
26 и 27 февраля 1940 года 52-я стрелковая дивизия вела бой с целью вывода из окружения разведывательного отряда штаба 14-й армии. 205-й стрелковый полк атаковал противника на 106-м километре шоссе Петсамо-Рованиеми, причём около роты финнов было вынуждено уйти на территорию Норвегии.
7 марта 205-й полк при поддержке 411-го танкового батальона овладел посёлком Наутси на 150-м километре Рованиемского шоссе. Таким образом, из всех советских формирований в ходе войны именно 52-я стрелковая дивизия проникла глубже всех на территорию Финляндии.